# Margarita Alcantara
Sabrina Margarita Alcantara-Tan (sinh ngày 10 tháng 6 năm 1970) là một nhà văn và tác giả của loạt zine Bamboo Girl. Zine không còn được tiếp tục phát hành do Alcantara tập trung và công việc là một bác sĩ châm cứu ở New York.

## Bamboo Girl
Bamboo Girl là một ấn phẩm độc lập được lưu hành ở Mỹ từ năm 1995 đến năm 2005. Ấn phẩm nêu bật nội dung bình luận về kỳ thị đồng tính, phân biệt chủng tộc và phân biệt giới tính. Alcantara đặc biệt có sự góp mặt của các tác giả Filipina: Ninotchka Rosca, Jessica Hagedorn, Perla Daly, trong loạt ấn phẩm.

## Giáo dục
Cô đã nhận bằng Thạc sĩ Khoa học về Châm cứu tại Cao đẳng Y học Phương Đông Thái Bình Dương. Cô hiện là một bác sĩ châm cứu được cấp phép hành nghề.

## Đời tư
Alcantara là một phụ nữ kỳ lạ người Mỹ gốc Á. Alcantara sinh ra ở Pennsylvania. Hiện cô sống ở thành phố New York.